# John Marshall (antropolog)
John Kennedy Marshall (12. listopadu 1932 Cambridge, Massachusetts – 22. dubna 2005 Boston, Massachusetts) byl americký filmař a antropolog, který se věnoval především vizuální antropologii. Hlavní oblastí jeho zájmu byla Afrika, natáčel především v Namibii.

## Vzdělání
- 1957 bakalářské studium antropologie Harvard University
- 1960 studium antropologie na Yale University
- 1966 magisterské studium antropologie na Harvard University

## Filmografie
- The Hunters: A !Kung Bushmen Film (1957)
- A Group Of Women (1961)
- A Joking Relationship (1962)
- An Argument About Marriage (1969)
- ‘N/um Tchai: The Ceremonial Dance of the !Kung Bushmen (1969)
- A Curing Ceremony (1969)
- Inside/Outside Station 9 (Pittsburgh Police Series, 1970)
- The Melon Tossing Game (1970)
- The Lion Game (1970)
- Three Domestics (Pittsburgh Police Series, 1971)
- Vagrant Woman (Pittsburgh Police Series, 1971)
- Bitter Melons (1971)
- Investigation of a Hit and Run (Pittsburgh Police Series, 1972)
- 901/904 (Pittsburgh Police Series, 1972)
- Debe’‘s Tantrum (1972)
- Playing With Scorpions (1972)
- A Rite of Passage (1972)
- !Kung Bushmen Hunting Equipment (1972)
- A Wasp Nest (1972)
- After the Game (Pittsburgh Police Series, 1973)
- A Forty Dollar Misunderstanding (Pittsburgh Police Series, 1973)
- The Informant (Pittsburgh Police Series, 1973)
- A Legal Discussion of a Hit and Run (Pittsburgh Police Series, 1973)
- Manifold Controversy (Pittsburgh Police Series, 1973)
- Nothing Hurt But My Pride (Pittsburgh Police Series, 1973)
- Two Brothers (Pittsburgh Police Series, 1973)
- $21 or 21 Days (Pittsburgh Police Series, 1973)
- Wrong Kid (Pittsburgh Police Series, 1973)
- You Wasn't Loitering (Pittsburgh Police Series, 1973)
- Henry Is Drunk (Pittsburgh Police Series, 1973)
- The 4th, 5th, & Exclusionary Rule (Pittsburgh Police Series, 1973)
- Men Bathing (1973)
- The Meat Fight (1974)
- Baobab Play (1974)
- Children Throw Toy Assegais (1974)
- Tug-Of-War-Bushmen (1974)
- If It Fits (1978)
- N!ai, the Story of a !Kung Woman (1980)
- Pull Ourselves Up Or Die Out (1985)
- The !Kung San: Traditional Life (1987)
- The !Kung San: Resettlement (1988)
- To Hold Our Ground: A Field Report (1990)
- Between Two Worlds: John Marshall
- A Kalahari Family